# Tina Strobos
Tina Strobos, de soltera Tineke Buchter (Ámsterdam, 19 de mayo de 1920 - Rye, 27 de febrero de 2012), fue una médica y psiquiatra holandesa, conocida por su trabajo de resistencia durante la Segunda Guerra Mundial. Cuando era una joven estudiante de medicina, trabajó con su madre y su abuela para rescatar a más de 100 refugiados judíos como parte de la resistencia holandesa durante la ocupación nazi de los Países Bajos. Strobos escondió a los judíos en fuga en un compartimiento secreto en su ático con un sistema de campanas de advertencia para mantenerlos a salvo de redadas policiales repentinas. Además, Strobos pasó armas y radios de contrabando para la resistencia y falsificó pasaportes a los refugiados para ayudarles a escapar del país. A pesar de haber sido arrestada e interrogada nueve veces por la Gestapo, nunca reveló el paradero de un judío.
Después de la guerra, Strobos completó su título de médico y se convirtió en psiquiatra. Estudió con Anna Freud en Inglaterra. Emigró más tarde a los Estados Unidos para estudiar psiquiatría con una beca Fulbright, y se instaló en Nueva York. Se casó dos veces y tuvo tres hijos. Strobos se dedicó a la psiquiatra familiar, recibió la Medalla Elizabeth Blackwell en 1998 por su trabajo médico y finalmente se retiró de la práctica activa en 2009.
En 1989, fue honrada como Justos entre las Naciones por Yad Vashem por su trabajo de rescate. En 2009, fue reconocida por sus esfuerzos por el Centro de Educación sobre el Holocausto y los Derechos Humanos de la ciudad de Nueva York.

## Biografía
Tina Strobos nació como Tineke Buchter el 19 de mayo de 1920 en Ámsterdam. Sus padres, Marie Schotte y Alphonse Buchter, eran ateos socialistas y hablaban cuatro idiomas con fluidez. Schotte apoyó el movimiento de mujeres por la paz. El abuelo materno de Strobos había fundado un movimiento de librepensamiento, y su abuela materna formó parte del movimiento obrero a finales del siglo XIX. La familia ya tenía un historial de ofrecer refugio a los necesitados: los padres de Strobos habían acogido previamente a refugiados de conflictos anteriores, mientras que la abuela de Strobos había albergado a refugiados belgas durante la Primera Guerra Mundial.
Cuando Strobos tenía diez años, sus padres se divorciaron. Vivió con su madre.
A la edad de dieciséis años, Strobos había decidido que quería ser psiquiatra. En la universidad, comenzó a estudiar medicina, pero sus estudios se vieron interrumpidos después de que Alemania invadiera los Países Bajos en 1940.

## Trabajo de resistencia de la Segunda Guerra Mundial
Cuando los alemanes invadieron los Países Bajos en mayo de 1940, Strobos vivía con su madre y su criada en Ámsterdam. Estaba a punto de cumplir veinte años. Se ordenó a los estudiantes universitarios que firmaran un juramento de lealtad a Hitler, pero Strobos y sus compañeros de clase se negaron a firmar. Posteriormente, la escuela de medicina se cerró y Strobos y muchos otros estudiantes se unieron al movimiento clandestino.

### Casa segura y compartimento secreto
Strobos comenzó su trabajo de rescate escondiendo a su mejor amiga, una niña judía llamada Tirtsah Van Amerongen. El amigo de la familia Henri Polak —escritor socialista y líder sindical— también decidió esconderse y la abuela de Strobos accedió a ayudarlo.

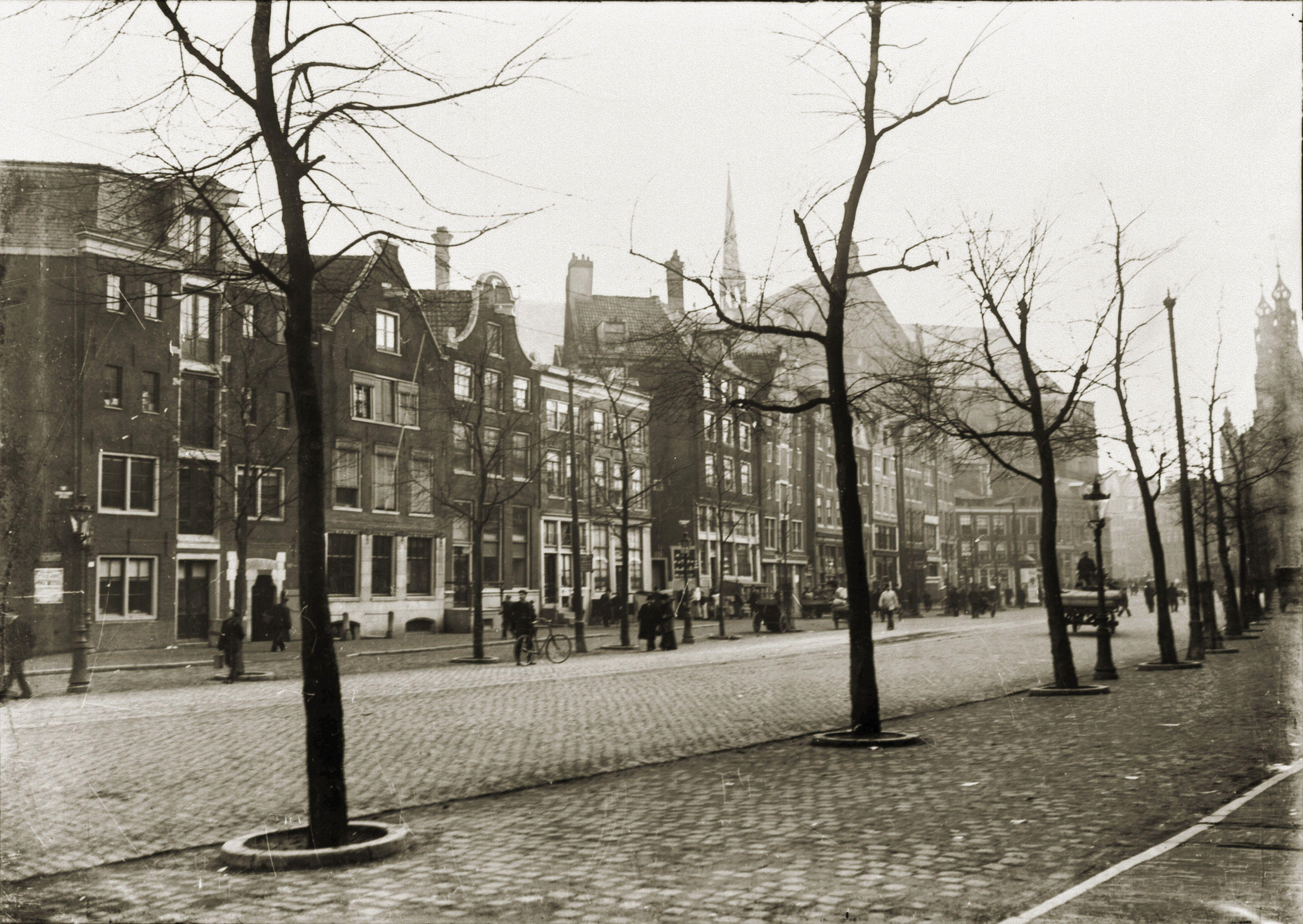
La calle de Ámsterdam Nieuwezijds Voorburgwal donde estaba ubicada la casa de Strobos (foto c.1906-1910)

Trabajando con su madre y su abuela durante el transcurso de la guerra, Strobos rescató a más de 100 refugiados judíos escondiéndolos, cuatro o cinco a la vez, en la pensión de la familia en el 282 de Nieuwezijds Voorburgwal. La casa había sido una vez una escuela de la ciudad y tenía tres pisos. Una vez que Strobos y su madre comenzaron a esconder refugiados, un carpintero de la clandestinidad holandesa llegó a su casa y construyó un pequeño escondite en el ático. El compartimento secreto estaba ubicado dentro de un hastial. Aunque la Gestapo allanó la casa ocho veces, nunca encontraron este compartimento secreto. Strobos y su madre instalaron un sistema de timbre de advertencia en la casa, que usaron para advertir a los refugiados en los pisos superiores de las visitas inesperadas de la Gestapo. Si los judíos no tenían tiempo para esconderse en el compartimento secreto, podían escapar por la ventana a un edificio contiguo. La familia también fue asistida por un aliado anónimo en la sede de la Gestapo, quien a veces los llamaba por teléfono para advertirles de una incursión nazi inminente. Nunca supieron la identidad de estapersona.
Aunque algunos judíos se quedaron en su casa por períodos de tiempo muy largos, usaron su casa principalmente como un espacio seguro temporal, albergando a los judíos por poco tiempo hasta que pudieran ser trasladados a un refugio más seguro. Posteriormente, algunos refugiados fueron llevados de contrabando a España o Suiza, o al campo holandés. Ellas a menudo visitaban a las personas para las que habían organizado escondites, recorriendo kilómetros en bicicleta por el campo para brindarles a los refugiados aislados noticias y conversaciones de interés. Entre los refugiados que Strobos ayudó estaba el pintor impresionista Martin Monnickendam, quien pintó su retrato y se lo regaló. Conservó la pintura hasta bien entrada su vejez.
La residencia Strobos estaba a solo diez minutos a pie del escondite de Ana Frank en el 263 de Prinsengracht, Ámsterdam. Aunque Strobos nunca conoció a la familia Frank, más tarde expresó su disgusto por el hecho de que los Frank no habían construido una ruta de escape en su refugio: "Si hubiera sabido que estaban allí, los habría sacado del país".

### Interrogatorios de la Gestapo
Durante el curso de la guerra, Strobos fue arrestada e interrogada nueve veces por la Gestapo. Durante estos encuentros, Strobos sacudida y arrojada contra una pared, y una vez quedó inconsciente. Nunca reveló el paradero de un judío. Para pasar los interrogatorios de manera segura, Strobos aprendió ciertas tácticas. Siempre pedía un intérprete, a pesar de hablar alemán con fluidez, para ganar tiempo extra para recomponerse. Cuando un oficial nazi comentó una vez sobre sus piernas, Strobos ganó más coraje: "Me di cuenta de que él era solo un hombre y estaba interesado en mis piernas. Así que eso me dio una sensación de poder. Me volví arrogante. Podría decir 'No sabía que era judío' de una manera más fuerte y convincente".

### Abraham Pais

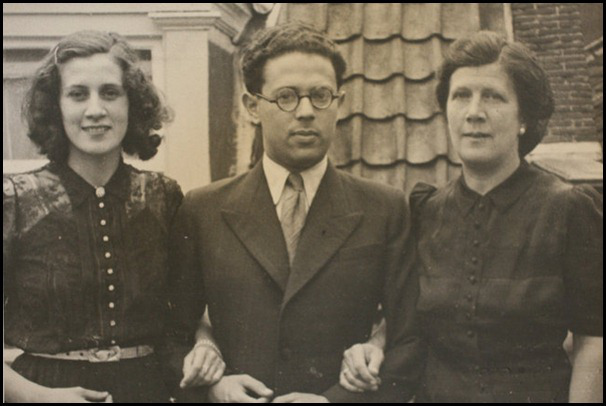
Tina Strobos (izquierda), su prometido Abraham Pais y su madre Marie Schotte, c. 1941

Durante los primeros años de la guerra, Strobos estuvo comprometida con Abraham "Bram" Pais, un joven físico de partículas judío. Ella y su madre encontraron escondites para Pais y muchos de sus parientes. Aunque rompieron su compromiso en 1943, Strobos y Pais siguieron siendo amigos.
En febrero de 1945, Pais se escondía en un departamento con tres amigos judíos: Tirtsah Van Amerongen, su hermana Jeanne y el esposo de Jeanne, Lion Nordheim. Fueron traicionados por una de las exnovias de Pais y todos fueron arrestados. Cuando Strobos oyó la noticia, encontró al oficial de la Gestapo a cargo y lo convenció de que dejara en libertad a Tirtsah y Jeanne, pero no pudo hacer lo mismo con Lion. Rescatar a Pais requería un plan más complicado. Strobos tenía en su poder una carta del conocido físico Niels Bohr, quien previamente había invitado a Pais a estudiar con él en Dinamarca. Strobos llevó esta carta directamente a un funcionario alemán de alto rango y le pidió que liberara a Pais, describiéndolo como "un joven genio de la física" que haría grandes cosas. Tras algunas llamadas telefónicas, el funcionario ordenó la liberación de Pais. Pais se convirtió en un destacado físico nuclear y biógrafo de Niels Bohr y Albert Einstein.

### Otras actividades de resistencia
Strobos y su madre también escondieron a miembros clave del movimiento clandestino holandés, incluido el líder de la resistencia Johan Brouwer. El grupo de resistencia de Brouwer, Binnenlandse Strydkracten, realizó trabajos militantes como el contrabando de armas y la construcción de bombas. Al comienzo de su trabajo para la resistencia holandesa, Strobos pasó de contrabando armas, radios y explosivos, viajando hasta cincuenta millas con el contrabando escondido en la canasta de su bicicleta. Llevó noticias y cupones de racionamiento a los judíos que se escondían en granjas fuera de la ciudad, así como radios y armas de fuego para la resistencia holandesa. A veces, Strobos escondía grandes cajas de armas en su casa. Sin embargo, a medida que el movimiento de resistencia se volvió cada vez más violento, Strobos cambió su enfoque para ayudar a los judíos a escapar. Trabajó con Landelyke Organizatie (Organización del país), menos militante, para albergar refugiados y falsificar pasaportes.

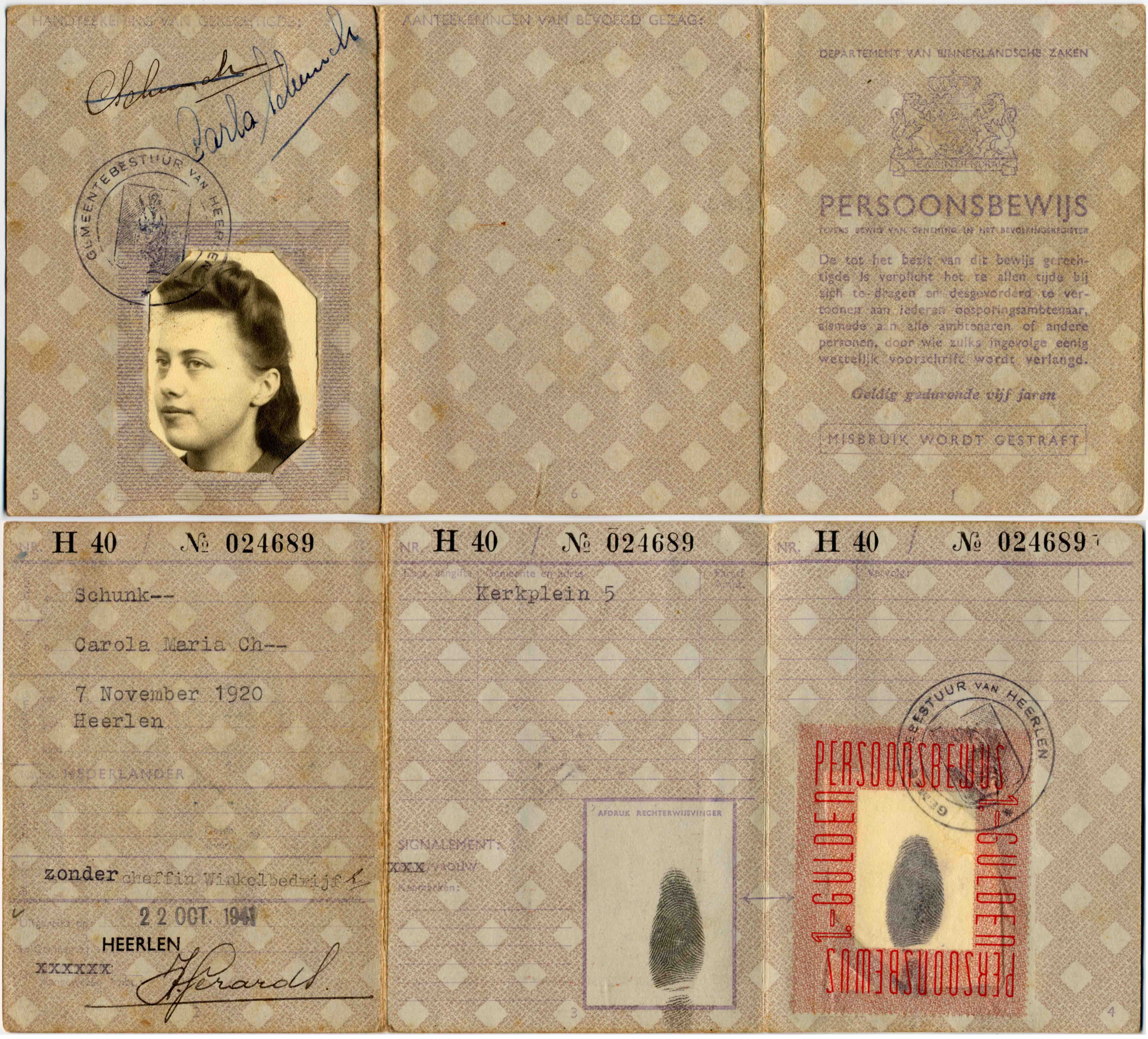
Un ejemplo de papeleo de identidad holandés durante la Segunda Guerra Mundial

Con el fin de falsificar documentos para ayudar a los judíos a huir del país, Strobos robó documentos de identidad de personas no judías en reuniones sociales, y reemplazó las fotos y huellas dactilares con las de sus refugiados judíos. A veces recurría a otros métodos para conseguir los papeles que necesitaba como pedir a carteristas que robaran documentos de identidad de los viajeros en las estaciones de tren; en 1941 robó pasaportes de los bolsillos de los abrigos de los invitados al funeral de su tía.
La abuela materna de Strobos, Marie Schotte Abrahams, tenía un radiotransmisor escondido en su casa, que se usaba para enviar mensajes codificados desde la clandestinidad holandesa a la BBC en Gran Bretaña. Conservó esta radio a pesar de que los alemanes habían declarado la pena de muerte para cualquier ciudadano holandés culpable de ocultar equipos de radio. En una ocasión, cuando un nazi visitó la casa de Abrahams y trató de interrogarla, ella lo agarró del brazo, lo miró a los ojos y le preguntó: "¿No te vi saqueando una alfombra persa del apartamento de al lado los Mendlessohn hace unas pocas noches ?" El oficial nazi recogió sus cosas y se fue rápidamente. Strobos dijo más tarde de su abuela: "Ella es la única persona que conozco que asustó a la Gestapo".
A pesar del cierre de universidades, Strobos continuó estudiando medicina durante la guerra. A veces ofrecía su casa como lugar de reunión para clases de medicina clandestinas, recibió hasta dieciocho estudiantes cada semana. El hospital local brindó oportunidades para que pequeños grupos de estudiantes estudiaran patología . Estaba examinándose de farmacología en la casa de su profesor en mayo de 1945, cuando fue interrumpida con la llegada del ejército canadiense para liberar oficialmente a los Países Bajos y todos salieron corriendo para ver los tanques y los soldados atravesar las puertas de la ciudad.

Medalla Justos entre las Naciones

## Carrera y honores de posguerra
Cuando terminó la guerra, Strobos obtuvo su título de médico en la Universidad de Ámsterdam en 1946 y estudió psiquiatría en Londres, Inglaterra, con Anna Freud. Durante la década de 1950, Strobos fue a Valhalla, Nueva York, para realizar una residencia en psiquiatría y neurología en el Centro Médico de Westchester. Estudió psiquiatría infantil con el apoyo de una beca Fulbright.
Strobos hizo carrera como psiquiatra familiar, con un enfoque especial en el trabajo con personas con discapacidad mental. Recibió la Medalla Elizabeth Blackwell por su trabajo como profesional médico en 1998, y finalmente se retiró de la práctica activa en 2009.
En 1989, Strobos y su madre, Marie Schotte, fueron reconocidas oficialmente como Justas entre las Naciones por Yad Vashem. En 2009, Strobos fue honrada por su trabajo de rescate por el Centro de Educación sobre el Holocausto y los Derechos Humanos de la ciudad de Nueva York. Cuando se le preguntó en entrevistas por qué había arriesgado su vida para salvar a otros, Strobos dijo: "Es lo correcto... Tu conciencia te dice que lo hagas. Creo en el heroísmo, y cuando eres joven, quieres hacer cosas peligrosas".

## Vida familiar y personal
El primer marido de Strobos fue Robert Strobos, un neurólogo. Viajaron a las Indias Occidentales en 1947, donde Tina trabajó como psiquiatra en ejercicio durante dos años. Después de divorciarse de Robert en 1964, Tina Strobos se casó con el economista Walter Chudson en 1967. Chudson era un judío estadounidense que trabajaba para las Naciones Unidas.  Strobos y Chudson se establecieron en Larchmont, Nueva York, y permanecieron juntos hasta su muerte en 2002.
Strobos tuvo dos hijos y una hija de su primer matrimonio y dos hijastros de su segundo matrimonio. Sus dos hijos se convirtieron en médico y paramédico, mientras que su hija se convirtió en psicoanalista. En el momento de su muerte, Strobos tenía siete nietos y dos nietastros.

## Muerte
Strobos murió de cáncer, a los 91 años, el 27 de febrero de 2012, en Rye, Nueva York.